# Roque del Oeste
Roque del Oeste ist eine kleine, unbewohnte Felseninsel der politisch zu Spanien gehörenden Kanarischen Inseln im Atlantischen Ozean. Sie ist Teil des Chinijo-Archipels nördlich vor Lanzarote und wird von der Gemeinde Teguise verwaltet.

## Geografie

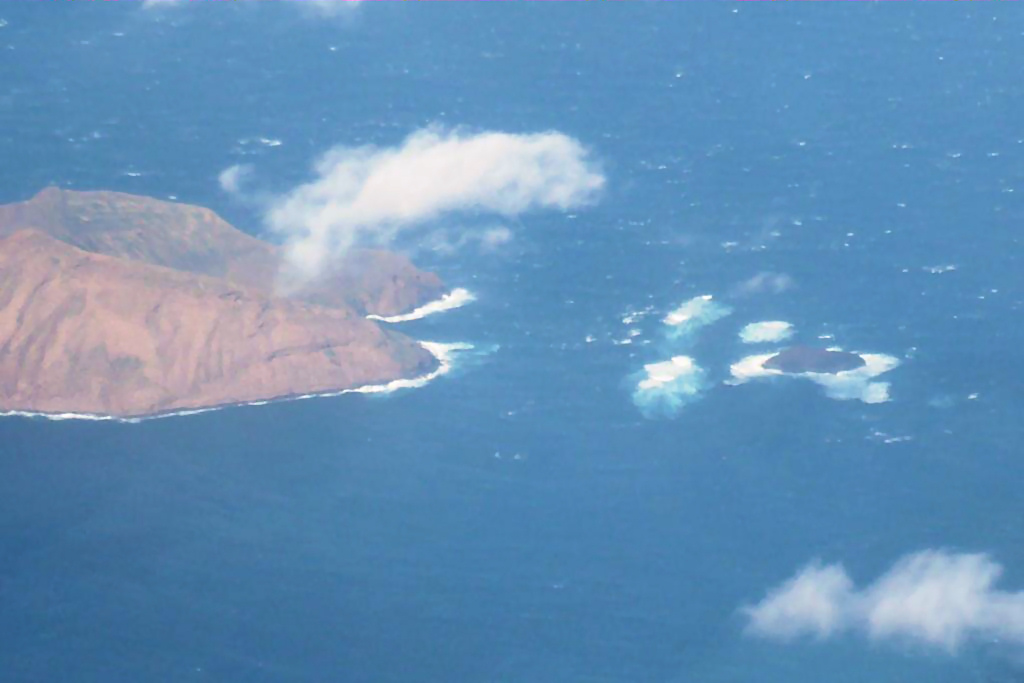
Roque del Oeste nördlich der Insel Montaña Clara

Vom Strand der Lanzarote vorgelagerten Insel La Graciosa aus bietet sich der Blick zur von hier aus zwei Kilometer westlich gelegenen Felsinsel Montaña Clara. Direkt nördlich daneben ragt der 0,015 km² kleine, und 41 Meter über dem Meeresspiegel hohe Teil eines Schichtvulkans, der Roque del Oeste, aus dem Atlantik. Er wird wegen der Gefahr für die Schifffahrt auch Roque del Infierno („Höllenfelsen“) genannt.

## Naturschutz
Roque del Oeste gehört, wie der gesamte Chinijo-Archipel, seit Mai 1986 zum Naturschutzgebiet mit dem Namen Parque Natural del Archipiélago Chinijo. 
Innerhalb dieses Naturparks ist die Insel, mit den Nachbarinseln Montaña Clara und Roque del Este, seit 1994 als Reserva Natural Integral de los Islotes besonders geschützt. Der Schutz dieser Zone ist höher angesiedelt als der des restlichen Naturparks, so dass das Betreten des Roque del Oeste strengstens untersagt ist.